# Vlaams ABVV
Het Vlaams ABVV is een syndicale interregionale organisatie in Vlaanderen die deel uitmaakt van het ABVV. De intergewestelijke afdeling werd opgericht ten gevolge van de Algemene Staking van 1960-'61 en werd officieel opgericht in 1968. Huidige voorzitter is Miranda Ulens.

## Geschiedenis

### Eenheidswet
De rooms-blauwe regering Gaston Eyskens III trachtte de crisis te bekampen met een soort vijfjarenplan. Deze "Wet voor de economische expansie, de sociale vooruitgang en het financieel herstel" (ook wel de eenheidswet genoemd), moest een oplossing bieden voor zowel de stijgende werkloosheid, als de sluiting van de Waalse mijnen, als de oplopende staatsschuld en ten slotte ook nog voor de financiële gevolgen van het verlies van Belgisch Congo. Om dit te realiseren besloot de regering Eyskens III de fiscale druk te verhogen en terzelfder tijd te snoeien in de overheidsfinanciën. Zo werden de indirecte belastingen verhoogd, een "staat van behoefte" ingevoerd, een verscherpte controle op de werkloosheidsverzekering doorgevoerd, een herziening van de lonen en het statuut van het overheidspersoneel opgelegd en ten slotte ingrijpende besparingen in de ziekte- en invaliditeitsverzekering doorgevoerd.

### De Staking van 1960-'61
De dramatische gevolgen van deze beslissing werden al snel zichtbaar en de socialistische partij en de vakbonden hekelden de beslissing, des temeer daar er zich begin 1960 een licht economisch herstel aftekende. Het ABVV legde een alternatief voor de Eenheidswet op tafel van André Renard waarin gepleit werd voor structuurhervormingen zoals de controle op holdings, nationalisering van bedrijven en de oprichting van een nationale gezondheidsdienst om meer economische democratie te realiseren. Op 29 januari 1960 brak dan het echte verzet uit tegen de eenheidswet door middel van een 24-urenstaking waaraan 700.000 werknemers deelnamen. Op 27 maart 1960 volgde dan een grote protestbetoging die opgezet was door het ACOD waarbij het stakingsrecht in de publieke sector centraal stond.
In oktober van datzelfde jaar zette de Socialistische Gemeenschappelijke Actie een brede informatiecampagne op rond de socialistische alternatieven op de eenheidswet door middel van een zeventigtal meetings, gevolgd door een werkonderbreking te Luik die gevolgd werd door 50.000 arbeiders. Tijdens de nationale actie legden 140.000 werknemers het werk neer in de provincies Luik en Henegouwen. Het protest mondde uit in een algemene staking op 20 december 1960 die was uitgeroepen door ACOD en waarbij de andere bonden zich al snel aansloten. In Wallonië werd de staking gedragen door het intergewestelijke "Coördinatiecomité van Waalse gewestelijke afdelingen", in Vlaanderen waar zo'n orgaan nog niet was opgericht, beperkte de grote staking zich in eerste instantie tot de openbare sector te Antwerpen en Gent.
Toen het ACV op 27 december 1960 besloot zich definitief afzijdig te houden, kwam het tot massabijeenkomsten in de voornaamste Waalse steden en Brussel. Een dag later werd de actie overgedaan te Gent waarbij het tot gewelddadige confrontaties kwam met de ordediensten, hierdoor besloten steeds meer Vlamingen de staking te steunen en bereikte het aantal stakers een hoogtepunt op 30 december.
Op 3 januari 1961 kreeg de staking in Wallonië een regionalistische dimensie, dit was de dag dat André Renard het ABVV-programma van economische structuurhervorming koppelde aan de hervorming van de staat, waardoor men alvast in Wallonië, zo stelde hij, het vakbondsgedachtegoed in de praktijk kon omzetten. Dezelfde dag hernam de Kamer van volksvertegenwoordigers de discussie over de Eenheidswet. André Renard dreigde met het stilleggen van de hoogovens in de metaalnijverheid, het ultieme middel om de werkgevers en overheid op de knieën te krijgen.
Hoewel in Vlaanderen en Brussel de actie luwde en de eerste gedeeltelijke werkhervattingen volgden, hield de staking in Wallonië stand ondanks de straatgevechten met en sabotageacties van de ordediensten. Op 6 januari bestormde een massa betogers het Station Luik-Guillemins, hierbij lieten twee betogers het leven. Daarna luwden ook de acties in Wallonië en volgden de eerste werkhervattingen. Op 13 januari stemde de Kamer de Eenheidswet, toch was dit slechts een pyrrusoverwinning: de regering viel op 19 januari en kondigde vervroegde verkiezingen af. De acties van de vakbond werden opgeschort op 22 januari 1961.

### Federalisme
Toch komt ook de vakbond niet ongeschonden uit de strijd, zo verlaat André Renard eind februari ontgoocheld het ABVV om met zijn Mouvement Populaire Wallon (MPW) de economische structuurhervormingen en het federalisme te verdedigen. De MPW profileerde zich als drukkingsgroep die bij de linkerzijde van de Waalse Socialistische Beweging op veel sympathie en bijval kon rekenen. Hier voelde de Belgische Socialistische Partij (BSP) zich echter zo door bedreigd dat ze het lidmaatschap van de MPW als onverenigbaar met het eigen lidmaatschap achtte.
Bij het ABVV werd de vraag van André Renard en Wallonië wel gehoord en werd er dan ook tijdens het statutair congres van 22 tot 24 april 1968 beslist tot de oprichting van intergewestelijke afdelingen voor Vlaanderen, Wallonië en Brussel. Toch veroorzaakte deze evolutie heel wat discussie over de manier waarop het socialistisch syndicalisme in het federale België georganiseerd moest worden. De intergewestelijken kregen de taak mee de gezamenlijke problemen te onderzoeken en werden na de ondertekening van het Egmontpact in februari 1978 de syndicale tegenmacht voor de overheid en de werkgevers op het niveau van de gewesten en gemeenschappen.

## Bevoegdheden & structuur

### Interprofessionele structuur
De Intergewestelijken - een voor elk bestuurlijk gewest - zijn bevoegd voor de Gewest- en Gemeenschapsmateries binnen het ABVV. Ze vormen dus de syndicale tegenmacht ten overstaan van de werkgevers en Gewest- en Gemeenschapsregeringen.
Intergewestelijk Congres
Het Intergewestelijk Congres is een orgaan binnen het Vlaams ABVV dat vierjaarlijks samenkomt. Het is evenredig samengesteld uit afgevaardigden van de aangesloten vakcentrales en afgevaardigden vanuit de ABVV-gewesten.
De bevoegdheden zijn de benoeming van de leden van het Intergewestelijk Bureau en het Intergewestelijk Secretariaat, de benoeming van de Algemeen Voorzitter en Algemeen Secretaris, het vakbondsbeleid en de bespreking van het activiteitsverslag van het Intergewestelijk Secretariaat.
Intergewestelijk Comité
Het Intergewestelijk Comité is een orgaan binnen het Vlaams ABVV dat minstens 2 maal per jaar bijeen komt, op initiatief van het Intergewestelijk Bureau. Het is evenredig samengesteld uit afgevaardigden van de ABVV-gewesten en afgevaardigden van de vakcentrales.
De bevoegdheid is het bepalen van de standpunten over actuele syndicale thema's. Daarnaast organiseert het beleidsvoorbereidende studiedagen.
Intergewestelijk Bureau
Het Intergewestelijk Bureau is een leidinggevend orgaan binnen het Vlaams ABVV dat tweewekelijks samenkomt. Het is evenredig samengesteld uit vertegenwoordigers van de Vlaamse ABVV-gewesten en vertegenwoordigers uit de vakcentrales.
De bevoegdheden zijn de algemene leiding van het Vlaams ABVV, de uitvoering van de beslissingen van het Intergewestelijk Congres en het Intergewestelijk Comité.
Intergewestelijk Secretariaat
Het Intergewestelijk secretariaat is een leidinggevend orgaan binnen het Vlaams ABVV dat het dagelijks bestuur waarneemt en uitoefent. Het is samengesteld uit de voorzitter en algemeen secretaris van het Vlaams ABVV.

### Hiërarchisch overzicht
- Voorzitter: Bert Engelaar
- Algemeen Secretaris: Miranda Ulens

| Gewestelijke         | Gewestelijk Secretaris |
| -------------------- | ---------------------- |
| ABVV Antwerpen       | Mehdi Koocheki         |
| ABVV Mechelen-Kempen | Iris Baetens           |
| ABVV Vlaams-Brabant  | Steven Marchand        |
| ABVV Oost-Vlaanderen | Katrien Neyt           |
| ABVV West-Vlaanderen | Erik Van Deursen       |
| ABVV Limburg         | Pierre Vranken         |